# Ванда Хоули
Ванда Хоули (англ. Wanda Hawley; 30 июля 1895 — 18 марта 1963) — американская актриса эпохи немого кино. Дебютировала в театре играя в местной сиэтловской труппе, а позже гастролировала по США и Канаде в качестве певицы. В 1922 году снялась вместе с Рудольфом Валентино в фильме Молодой раджа и поднялась к славе благодаря участию в фильмах Сесила Б. Демилля и Сэма Вуда.

## Жизнь и карьера
Родилась под именем Сельма Ванда Питтак в Скрантоне, в штате Пенсильвания, но позже вместе со своей семьёй перебралась в Сиэтл, в штат Вашингтон, будучи ребёнком. Там же и получила образование. Дебютировала в кино, подписав контракт с кинокомпанией Fox Film Corporation, а позже присоединилась к Famous Players-Lasky и снялась в главной роли в фильме Mr. Fix-It (1918). В 1916 году вышла замуж за Аллена Бертона Хоули и взяла себе его фамилию в качестве псевдонима.
Снималась вместе с такими актёрами как, Уильямом С. Харт, Чарли Рэй, Брайант Уошбурн, Уолли Ридом и др.
Была ростом в пять футов и три дюйма, весила сто десять фунтов, и имела светлые волосы и голубые глаза. Имела фигуру спортсменки. С появлением звукового кино карьера Хоули завершилась.

## Смерть
Скончалась в Лос-Анджелесе в 1963 году в возрасте 67 лет. Похоронена на кладбище Hollywood Forever.

## Выборочная фильмография
- The Heart of a Lion[англ.] (1917)
- Cupid's Round Up[англ.] (1918)
- Mr. Fix-It (1918)
- Old Wives for New[англ.] (1918)
- We Can't Have Everything[англ.] (1918)
- A Pair of Silk Stockings (1918)
- The Border Wireles[англ.]s (1918)
- The Gypsy Trail[англ.] (1918)
- The Way of a Man with a Maid (1918)
- The Poor Boob[англ.] (1919)
- Greased Lightning (1919)
- И в радости, и в горе (1919)
- You’re Fired (1919)
- Secret Service (1919)
- Told in the Hills[англ.] (1919)
- The Lottery Man (1919)
- Everywoman (1919)
- Peg o' My Heart (1919)*(снят, но никогда не был выпущен)
- The Tree of Knowledge (1920)
- Double Speed (1920)
- The Six Best Cellars[англ.] (1920)
- Mrs. Temple's Telegram[англ.] (1920)
- The Affairs of Anatol[англ.] (1921)
- The Love Charm[англ.] (1921)
- Trip to Paramountown[англ.] (1922) — короткометражка
- Tридцать дней (1922)
- Fires of Fate (1923)
- Огни Лондона (1923)
- Mary of the Movies[англ.] (1923) — камео
- Хлеб (1924)
- Smouldering Fires (1925)
- Who Cares (1925)
- Волшебник страны ОЗ (1925)
- Летающий дурак (1925)
- Человек ночи[англ.] (1926)
- Полуночное сообщение[англ.] (1926)
- Pirates of the Sky (1927)
- Eyes of the Totem[англ.] (1927)
- Trails of the Golden West (1931)
- The Crooked Road (1932)